# Micheroux
Micheroux is een plaats en deelgemeente van de Belgische gemeente Soumagne.
Micheroux ligt in de provincie Luik. Tot 1 januari 1977 was het een zelfstandige gemeente.

## Geschiedenis
Micheroux behoorde tot het Karolingische Domein van Jupille en later tot de Bisschoppelijke tafel van het Prinsbisdom Luik. In de 17e eeuw werd het dorp als heerlijkheid verkocht aan de familie De Hinnisdael.
Vanouds behoorde Micheroux tot de parochie van Jupille, later werd Micheroux afhankelijk van de parochie van Soumagne. In 1842 kwam er een parochiekerk in de buurtschap Fécher (de Sint-Corneliuskerk, behorend tot Soumagne) en in 1850 werd een kapel gebouwd in Micheroux, de latere Onze-Lieve-Vrouw Visitatiekerk.
Micheroux kende een industriële ontwikkeling door een grote fabriek van la Société Générale Coopérative en vooral door steenkoolontginning door steenkoolmijnen van Bois de Micheroux, Hasard-Micheroux en Bure Guillaume  In 1958 eindigde de steenkoolwinning en in jaren 1970 sloot ook de coöperatieve fabriek. Er is een terril ten westen van het dorp gebleven. De Spoorlijn 38, die voorheen veel steenkool vervoerde, is omgevormd tot een fietspad.
Micheroux had op 5 augustus 1914 te lijden onder de Duitse invasie. Er werden 11 mensen vermoord en 16 huizen verwoest.

## Demografische ontwikkeling
- Bronnen:NIS, Opm:1831 tot en met 1970=volkstellingen, 1976= inwoneraantal op 31 december

## Bezienswaardigheden
- Onze-Lieve-Vrouw Visitatiekerk
- Overblijfselen van de steenkoolwinning (steenkoolwagentje, terril, voormalige schacht)

## Foto's

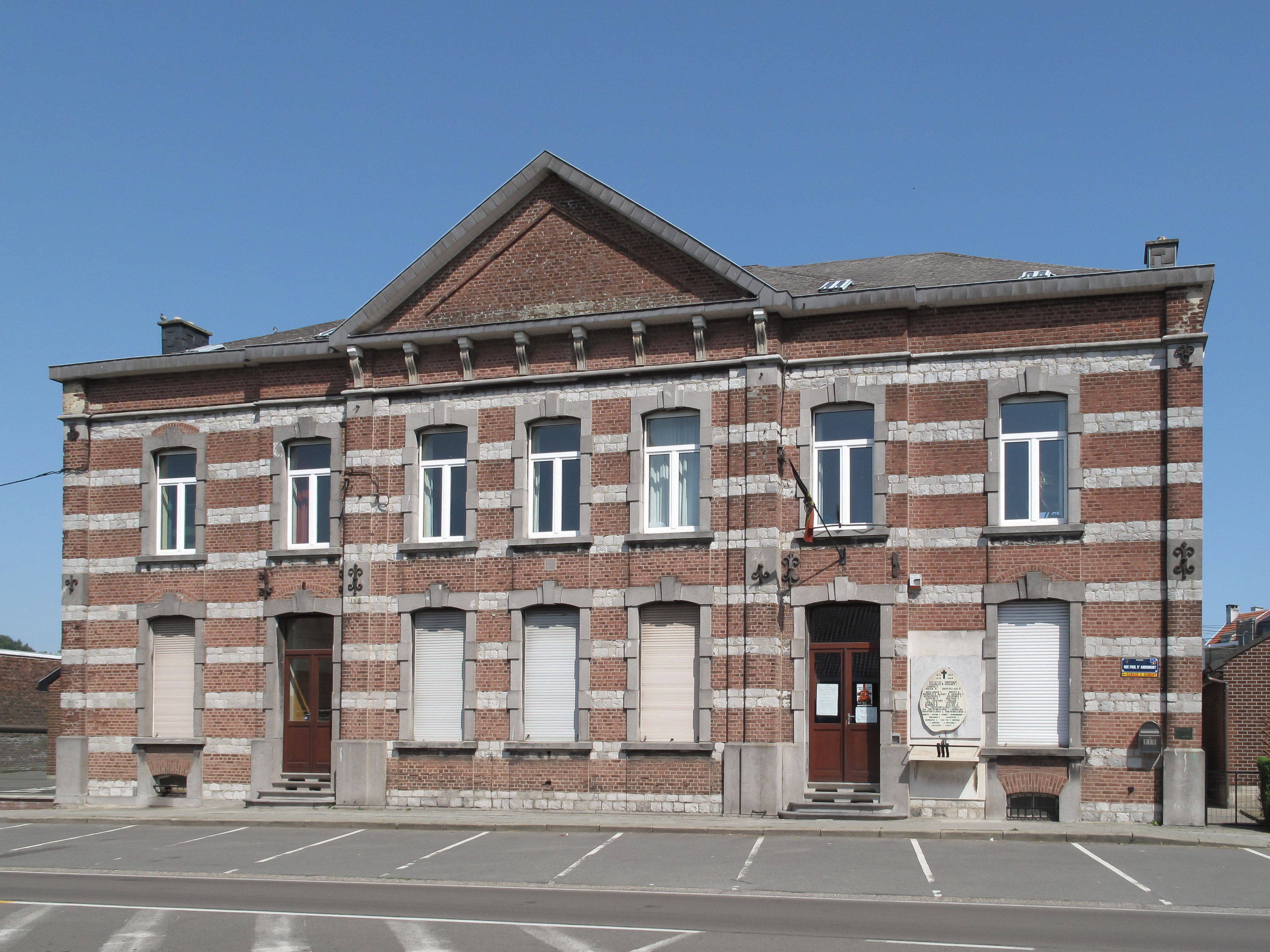
Micheroux, Gemeenteschool
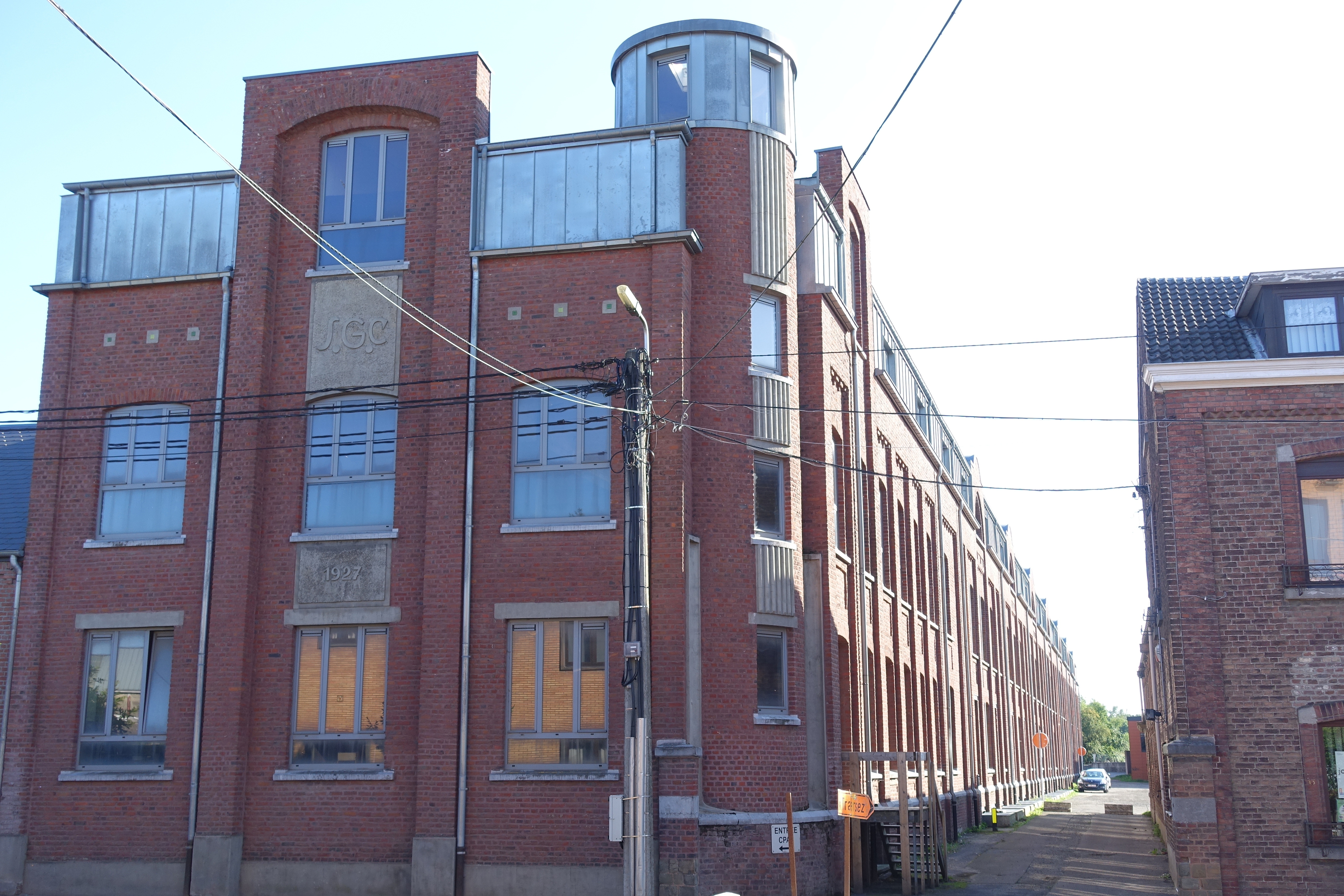
Vroegere coöperatieve fabriek SGC
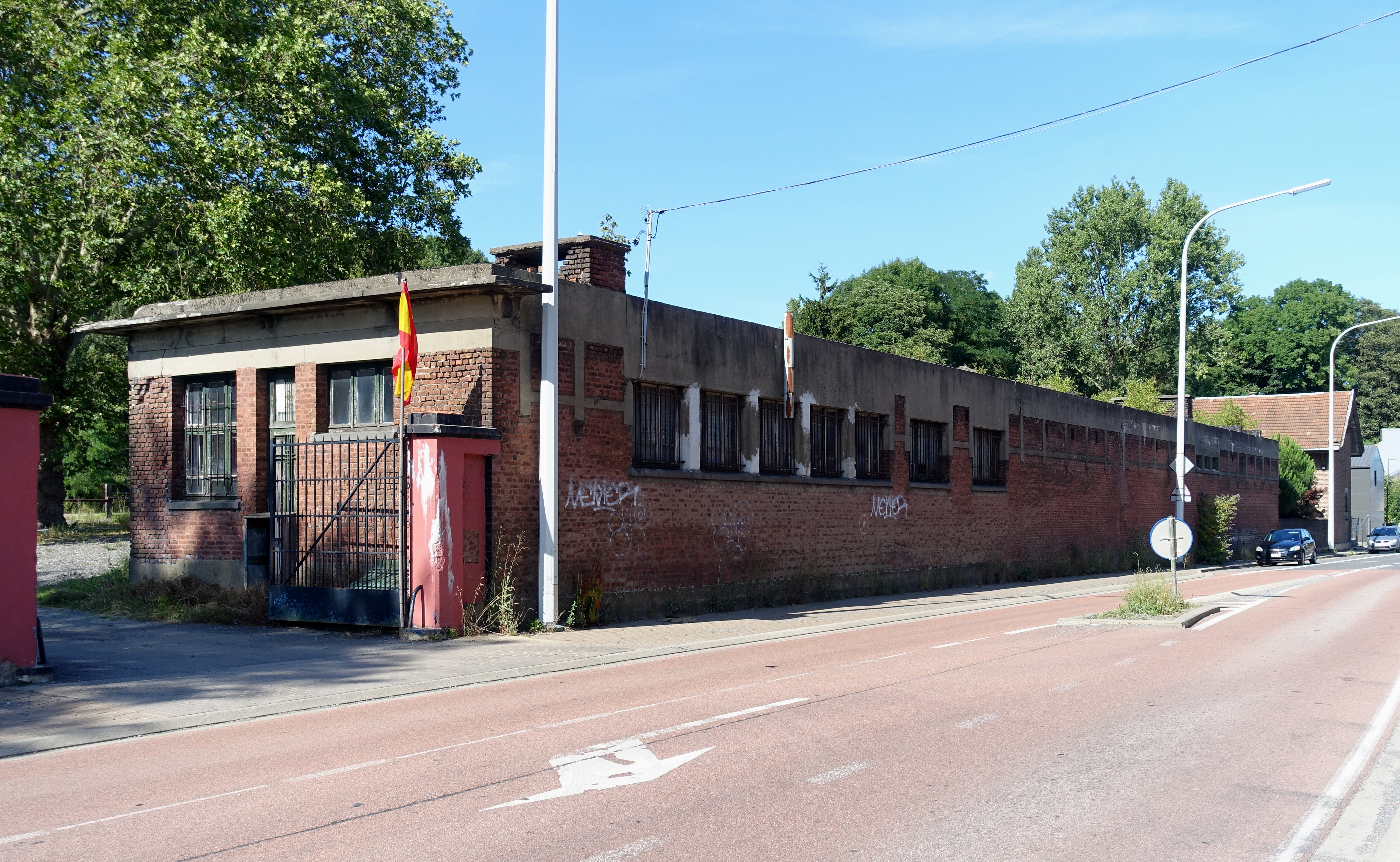
Ingang van vroegere koolmijn du Hasard
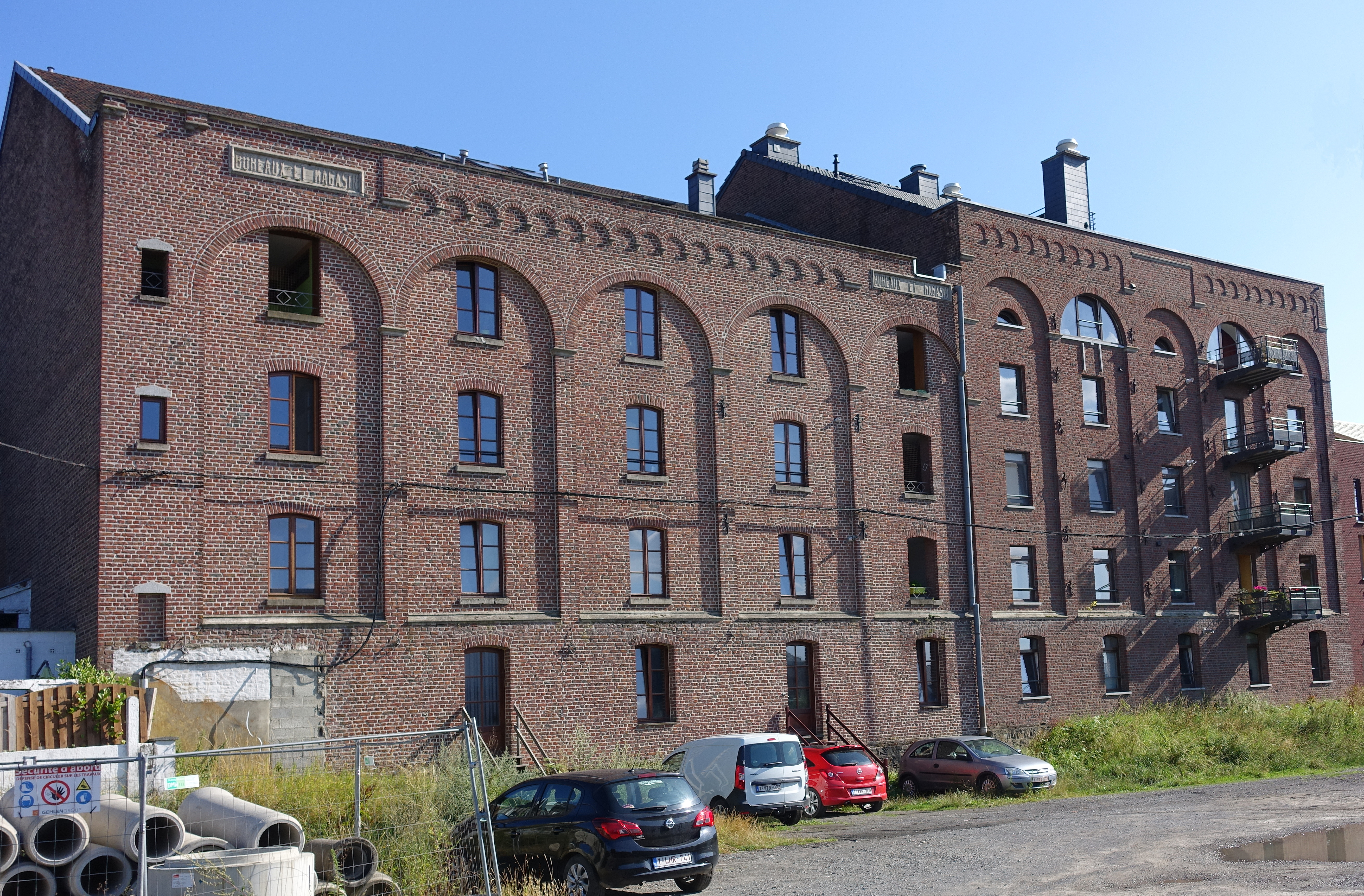
Vroegere maalderij van de Union Agricole
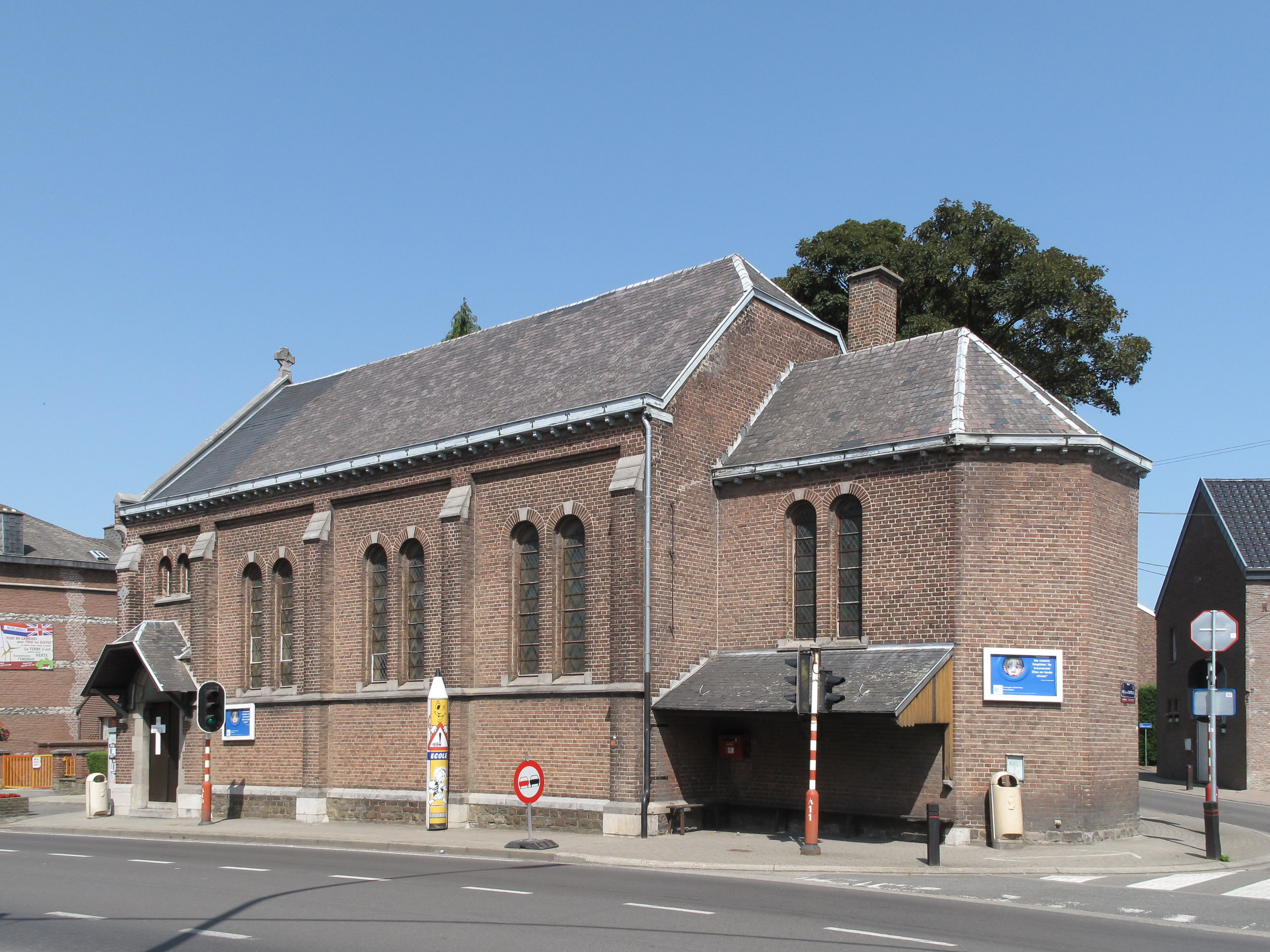
Micheroux, l'église Notre Dame de la Visitation

## Natuur en landschap
Micheroux is min of meer verstedelijkt door de vroegere aanwezigheid van de steenkoolmijnen en de tegenwoordige aanwezigheid van autowegen (N3 en A3). De plaats ligt in het Land van Herve, op een hoogte van ongeveer 250 meter.

## Nabijgelegen kernen
Retinne, Fléron, Ayeneux, Soumagne, Herve, Melen, Evegnée
Deelgemeenten: Ayeneux · Cerexhe-Heuseux · Évegnée-Tignée · Melen · Micheroux

Overige plaatsen: Évegnée · Heuseux · Maireux · Rafhay · Sonkeu · Tignée

Belgische gemeenten · arrondissement Luik · provincie Luik · Wallonië